# Gold FM (Närradio)
Gold FM är en närradiostation i Växjö. Stationen riktar in sig på att spela musik från senare hälften av 1900-talet. Stationen ingick tidigare i nätverket Fria Media, där även de två lokala radiokanalerna Gold FM och Hit FM ingick. Fria Media köptes under år 2005 upp av SBS Radio. Den 23 februari 2006 ersattes Hit FM med Mix Megapol och de lokala sändningarna försvann.  
På närradiofrekvensen finns dock Gold FM kvar, med lokala sändningar. Stationen hette fram tills år 2007 - "Hit FM Gold" och "Gold 102,4" från 2007-2016.
Radioproducenten Daniel Kristiansson  sänder varje vardag mellan klockan 8 och 13 sedan tar Ray Matson och Malin Matson över och sänder live mellan 13 och 18 varje dag förutom söndagar.. Övriga tider sänds musikmix och riksnyheter från Aftonbladet. Fram tills sommaren 2014 sände stationen även programmet "Golden Friday" på fredagseftermiddagarna och Saturday Gold Fever på lördagskvällarna. I TNS Sifo's radioundersökning (IV 2014) framgick att inom privat lokalradio-området Växjö lyssnade ungefär 11.000 personer på Gold  FM's-sändningar i Växjö dagligen, vilket gör kanalen till en av de större närradiostationerna i Sverige.
Eftersom stationen sänder genom Växjö Närradioförening är de inte ensamma om att sända över frekvensen, utan delar den med Växjö Kristna råd (Kristen närradio), LO och Palestinska kvinnoföreningen. 
Gold FM sänder ungefär 100 timmar i veckan. Via internet sänds dock Gold FM dygnet runt genom TuneIn Radio. Sedan februari 2016 sänder de även på frekvensen 96,4 MHz, med täckning över Växjö och Alvesta.